# Гусейнов, Аслан Сананович
Аслан Сананович Гусейнов (род. 22 сентября 1975, Махачкала, Дагестанская АССР, СССР) — дагестанский и российский певец, композитор, аранжировщик и поэт-песенник.

## Биография
Аслан Гусейнов родился в городе Махачкала. В 7-м классе начал обучение в музыкальной школе № 5 игре на народных кавказских инструментах, которую окончил экстерном. В 1990 году победил на Всероссийском конкурсе исполнителей на народных инструментах в Ростове-на-Дону. Поступил в музыкальное училище на кафедру вокала, занимался танцами.
В 1993 году поступил в ДГУ на экономический факультет. Стал кандидатом экономических наук.

### Творчество
В 1997 году присоединился к университетской команде КВН «Махачкалинские бродяги». После распада команды, часть из них образовало группу «Кинса», где Аслан выступал в роли солиста и композитора, на концертах также играл на таре. В 1999 году создали женскую группу «Малышки», автором песен которой стал Аслан. В 2002 году покинул коллектив.
В 2001 году начинает сотрудничать с дагестанскими певцами Тельманом и Алишем, для которых пишет песни. В том же году стал автором гимна городу Хасавюрт, который исполнил Султан Маккаев.
14 декабря 2002 года состоялась премьера первой сольной песни «Ты со мной». 17 декабря 2004 года состоялась пресс-конференция певца в поддержку выпуска первого сольного альбома «Падший ангел».
В 2006 году занял первую строчку рейтинга радиостанции «Прибой» с композицией «05». 9 апреля 2007 года состоялась пресс-конференция, приуроченная к выходу альбома International и клипа «Неверная». Также Аслан объявил о завершении сольной деятельности, последний сольный концерт состоялся 18 апреля в КРЦ «Россия».
В 2007 году был приглашён в качестве музыкального редактора и композитора на телепрограмму «СТС зажигает звезду». Одержал победу на премии «Седьмое небо» в номинации «Лучший мужской вокал». Также был номинирован на премию «Золотая пятёрка» по следующим номинациям: «Клип года»(«Bi Vafa»), «Певец года» и «Дуэт года» («Будьте здоровы» совместно с Патимат Кагировой).
В 2009 году вернулся к сольной карьере. 1 июля состоялся концерт «Звёздное трио» совместно с Тельманом и Адалятом Шакюровым. В августе выпустил песню «Где ты» в дуэте с Мариной Алиевой. 25 октября стал членом жюри конкурса «12 звёзд» на телеканале RU TV Star. 10 декабря принял участие в «Песне года-2009» (Дагестан). Совместно с Марией Алиевой стали лауреатами премии «Золотой автомат 2009» в номинации «Дуэт года» с песней «Где ты?»; также был номинирован как «Лучший сонграйтер» (автор песен). В декабре 2010 года принял участие в благотворительном концерте «Зимняя сказка».
По итогам 2010 года песня «Где ты» с Мариной Алиевой вошла в топ-50 треков по количеству выходов эфир, заняв 31 строку, по версии Российского Billboard.
17 декабря 2012 года стал лауреатом премии «Крым-ТВ 2012» в номинации «Зарубежный исполнитель года».
В 2015 году вошёл в коллегию жюри конкурса «Мисс Студенчество». В этом же году стал лауреатом премии «Премия года», организованной радиостанцией «7 небо», за авторство популярных песен.
Участвовал в фестивале «Звёзды Востока» в 2017 и 2018 годах, организованной радиостанцией Восток FM.

### Личная жизнь
В 2004 женился на Аде, медике по образованию, есть двое детей. В 2007 году переехал в Москву.

## Дискография

### В составе Кинса
- Видеоклипы:
  - 1998 — «Пятеро друзей» (режиссёр Дмитрий Фикс)
  - 2001 — «Арго», «Тебе хочется» (режиссёр Дмитрий Захаров)[38]
- Альбомы:
  - 1998 — «Пятеро друзей»
  - 1999 — «Нежность»
  - 2001 — «Тебе хочется»
- Фильм-проект «Разные песни по-любому — II»[39]

### Автор песен для артистов
В начале карьеры Аслан писал музыку и тексты различным артистам, таким как Тельман, Алиш, Султан Маккаев, Ильяс Ахмедов, Лена Мячкина, Таня Даниева, Макка Магомедова, Марина Алиева, Negd Pul, Лаурита, Izabella , Тимур Темиров, певица Misty, Александрос Тсопозидис исполнил песню Yasu agapi совместно с Асланом. Также сотрудничал с Филиппом Киркоровым, который в тот момент был наставником «Фабрики Звёзд», писал конкурсантам песни, в том числе Дмитрию Колдуну.
Ниже представлен избранный список композиций, автором которых выступил Аслан Гусейнов.
- Жасмин — «Самый любимый»[52]
- Дима Билан — «Стань для меня»[53], «Улетаю»[54]
- Настя Задорожная — «Беги» (саундтрэк романтической комедии «Любовь в большом городе — 2»)[55][56]
- Иракли — «Так не бывает», «Сделай шаг», «Я тебя люблю»[57][58], «Online»[59], «Нелюбовь» (совместно с Дарьей Суворовой)[60][61]
- Рада Рай и EDGAR — «Подари любовь»[62]
- Зара и Март Бабаян — «Полетели дни»[63]

### Сольное творчество[64]
- Видеоклипы:
  - «Падший ангел», «Yarim» (Половинка), «Коджари», «Лезгинка 05», «Bi Vafa» (Неверная), «Где ты» (совместно с Мариной Алиевой)[65], «Всё начнем по новой» (режиссёр Алекс Хамраев)[66]
- Альбомы:
  - «Падший ангел», «Лезгинка 05», «International», «Mama mia», «Больше жизни»
- Синглы:
  - «Где ты» (совместно с Мариной Алиевой), «Завтра лето», «Всё начнем по новой»[67], «Тебя мне не хватает», «Боже мой», «Губы в губы»[68], «Дали дали», «Холодок»[69], «О ней»

## Критика
В обзоре на макси-сингл «Холодок», рецензент Гуру Кен называет Аслана «безоговорочным хитмейкером». Касаемо самого сингла, выпущенного в 2004 году, обозреватель сравнивает композицию с песней «Льдинка» авторства Виктора Резникова в исполнении Ларисы Долиной. Гуру отмечает также манеру исполнения Гусейнова как «сентиментальную». По мнению критика, в сингле присутствует «необязательный инструментал», но при этом отсутствует бридж, что «обескураживает». Однако Гуру Кен доволен работой DJ Prezzplay, который «тонко прочувствовал» необходимость бриджа и «добавил несколько фортелей», «нарисовал новую звуковую картину». В целом, критик приветствует «вторую жизнь» трека, ведь композиция «по-хорошему сентиментальна и добра».